# Jurij Darahan

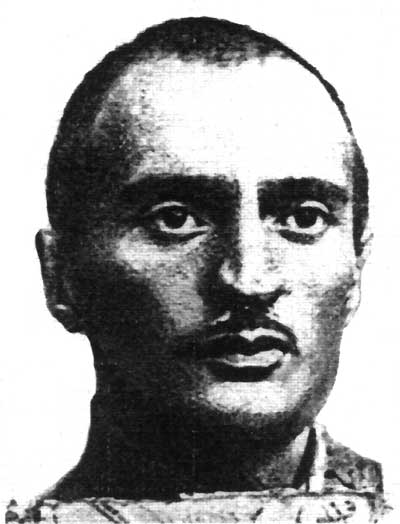
Jurij Darahan

Jurij Jurijowytsch Darahan (ukrainisch Юрій Юрійович Дараган; * 16. März 1894 in Jelisawetgrad, Gouvernement Cherson, Russisches Kaiserreich; † 17. März 1926 in Nová Ves pod Pleší bei Prag, Tschechoslowakei) war ein ukrainischer Dichter und Offizier in der Armee der ukrainischen Volksrepublik.

## Leben
Jurij Darahan kam als Sohn eines ukrainischen Ingenieurs und einer georgischen Mutter in Jelisawetgrad, dem heutigen Kropywnyzkyj in der ukrainischen Oblast Kirowohrad zur Welt. Er wurde als Halbwaise geboren, da sein Vater drei Monate vor seiner Geburt verstarb. Aufgrund dessen zog die Familie kurz nach seiner Geburt ins georgische Tiflis. Dort besuchte er die Realschule, die er jedoch nicht beenden konnte, da er von der Russischen Armee als Soldat in den Ersten Weltkrieg eingezogen wurde, wo er eine Verwundung erlitt. Nach der Februarrevolution von 1917 trat er in die Armee der ukrainischen Volksrepublik ein, besuchte die Militärschule in Schytomyr und wurde Offizier. 1920 internierte man ihn im polnischen Kalisz. Dort gründete er im Interniertenlager, gemeinsam mit Jewhen Malanjuk, die von 1922 bis 1923 bestehende Literaturzeitschrift Wesselka (ukrainisch Веселка). Der Hunger und die Kälte im Lager verursachten bei ihm eine schwere Krankheit. Nach seiner Entlassung aus der Internierung zog Darahan ins tschechische Prag und besuchte dort die Ukrainische Pädagogische Hochschule M. Drahomanow. Er starb einen Tag nach seinem 32. Geburtstag in einem Tuberkulose-Sanatorium in Pleší bei Prag an Tuberkulose und wurde auf dem Olšany-Friedhof in Prag bestattet.

## Werk
Darahan schuf nur eine Gedichtsammlung, „Sahajdak“ (Сагайдак), die 1925 publiziert wurde. Seine in der literarischen Zeitschrift Wesselka veröffentlichten ukrainischsprachigen Gedichte, Pochid (Похід), Kyjiw (Київ), Mylunia (Милуніа) und Swaty (Свати), übten einen erheblichen Einfluss auf das kreative Wirken junger zeitgenössischer ukrainischer Dichter in der Westukraine und in der Emigration aus und waren thematisch und ideologisch Vorläufer der Prager Schule der ukrainischen Dichtung.